# Hossein Nasr

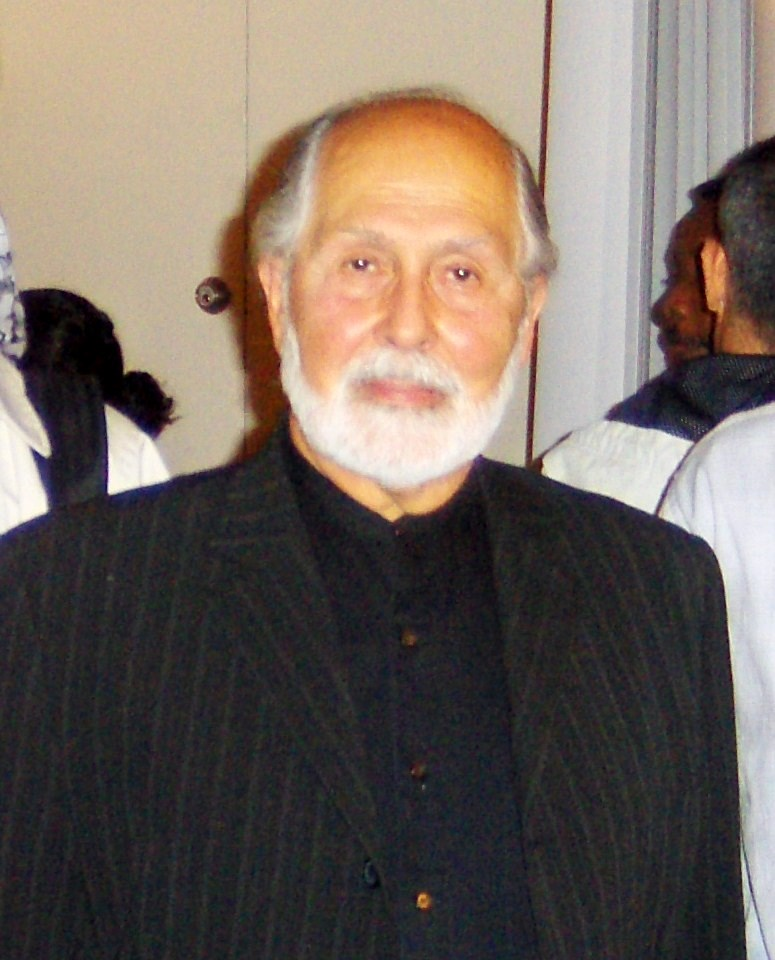
Hossein Nasr am 1. Oktober 2007 im Massachusetts Institute of Technology

Seyyed Hossein Nasr (persisch سید حسین نصر, * 7. April 1933 in Teheran, Iran) ist ein iranischer Professor für Islamwissenschaft an der George Washington University sowie ein islamischer Philosoph. Er ist der Autor von mehr als 50 Büchern und 500 Artikeln auf Persisch, Englisch, Arabisch und Französisch über den Islam und den Sufismus. Aufgrund seiner Arbeit im Bereich des traditionellen Islam und der islamischen Philosophie gilt er weiterhin als einer der weltweit einflussreichsten islamischen Gelehrten.
Nasr hielt als erster Muslim die prestigeträchtige Gifford Lectures an der University of Edinburgh der Jahre 1980/81 mit dem Titel Knowledge and the Sacred und im Jahre 2001 wurde ihm ein Band in der Library of Living Philosophers gewidmet.
Professor Nasrs Vorträge und Schriften zu den Themen Philosophie, Religion, Spiritualität, Musik, Kunst, Architektur, Wissenschaft, Literatur, interkultureller Dialog und Umwelt sind geprägt von den Lehren und Sichtweisen der Philosophia perennis. Insbesondere der Einfluss von Frithjof Schuon und Titus Burckhardt sei in diesem Zusammenhang zu nennen. Er schrieb außerdem zwei Bücher zur Poesie (Poems of the Way (1999) und The Pilgrimage of Life and the Wisdom of Rumi (2007)) und wurde infolgedessen als Universalgelehrter bezeichnet.
Nasr spricht fließend Persisch, Englisch, Französisch, Deutsch, Spanisch, Arabisch und darüber hinaus besitzt er Sprachkenntnisse in Italienisch, Griechisch und Latein.

## Leben
Seyyed Hossein Nasr wurde am 7. April 1933 in Teheran geboren. Seine Mutter war die Enkeltochter von Scheich Fazlollah Nuri, der 1909 als Gegner der Konstitutionellen Revolution gehängt worden war.
Seyyed Hossein Nasr studierte in Teheran, und anschließend in den USA am Massachusetts Institute of Technology Physik und an der Harvard University Geschichte. Er kehrte 1958 zurück in den Iran. Nach seiner Rückkehr übernahm er eine Assistentenstelle an der Fakultät für Literatur an der Universität Teheran. 1968 wurde er Dekan der Fakultät für Literatur. 1972 wurde Nasr Rektor der Ariamehr-Universität (heute: Scharif-Universität). 1973 wurde er Präsident der unter der Schirmherrschaft von Schahbanu Farah Pahlavi gegründeten Andschoman-e Schahanschahi-e Falsafeh (Königliche Akademie für Philosophie). Weitere Gründungsmitglieder waren Ehsan Naraghi, Abdolhossein Zarinkoob, Mohsen Foroughi, Nader Naderpour und Seyyed Jalal Ashtiani. Später wurde Nasr Leiter des Büros von Farah Pahlavi. Nasr begrüßte die Gründung der Islamischen Republik Iran, verließ aber bald den Iran und wurde 1984 Professor für islamische Studien an der George Washington University in den USA.

Nasr vertritt die Meinung, dass westliche Werte für den Iran bedeutungslos seien. Stattdessen hält er islamische Werte und die islamische Philosophie für den Iran für wegweisend. Nasr lehnt die Moderne ab und hält den materialistischen Westen für spirituell zurückgeblieben: 

„Alles Moderne und Säkulare, das eine Bedrohung für den Islam darstellt, ist ein falscher Weg.“

## Kreationismus
Seyyed Hossein Nasr vertritt die Auffassung, dass die Evolutionstheorie nur eine „Ideologie“ sei und keine bewiesene wissenschaftliche Theorie. In einem Editorial der Fachzeitschrift Science wurde er als islamischer Kreationist eingestuft.

## Interreligiöser Dialog
Er war einer der 138 Unterzeichner des offenen Briefes Ein gemeinsames Wort zwischen Uns und Euch (engl. A Common Word Between Us & You), den Persönlichkeiten des Islam an „Führer christlicher Kirchen überall“ (engl. "Leaders of Christian Churches, everywhere …") sandten (13. Oktober 2007).
Er ist seit den Anfängen (2008) am Katholisch-Muslimischen Forum in Rom beteiligt und war Leiter der muslimischen Delegation beim 3. Seminar des Katholisch-Muslimischen Forums (2014).

## Werke
deutsch
- Die Erkenntnis und das Heilige, München: Diederichs 1990.
- Ideal und Wirklichkeit des Islam, München: Diederichs 1993.
- Die Würde der Natur ist auch die Würde des Menschen, in: Andreas Sternowski (Hg.): Weltbild für den Blauen Planeten, Auf der Suche nach einem neuen Verständnis unserer Welt, Wiesbaden: Continentia Verlag 2021, 243–270.

englisch
- Islam and the plight of Modern Man (1975)
- Ideals and Realities of Islam (1975)
- Sadr al-Din Shirazi and His Transcendent Theosophy: Background, Life and Works (Teheran 1978) - Online
- An Introduction to Islamic Cosmological Doctrines (1978)
- Living Sufism (1980)
- Knowledge and the Sacred (1981)
- Islamic Life and Thought (1981)
- Islamic Art and Spirituality (1981)
- Sufi Essays (1991)
- The Need for a Sacred Science (1993)
- Religion and the Order of Nature (1996)
- Man and Nature: The Spiritual Crisis in Modern Man (1997)
- The Garden of Truth: The Vision and Promise of Sufism, Islam's Mystical Tradition (2007)
- The Essential Frithjof Schuon: Selected and Edited by Seyyed Hossein Nasr, ISBN 0-941532-92-5.
- Three Muslim Sages (His first major book which is dedicated to Frithjof Schuon)
- An Introduction to Islamic Cosmological Doctrines, ISBN 0-7914-1516-3.
- Science and Civilization in Islam, ISBN 1-930637-15-2.
- Islamic Science: An Illustrated Study, ISBN 1-56744-312-5.
- Man and Nature, ISBN 1-871031-65-6.
- Religion and the Order of Nature, ISBN 0-19-510274-6.
- The Heart of Islam: Enduring Values for Humanity, ISBN 0-06-009924-0.
- Ideals and Realities of Islam
- Beacon of Knowledge - Essays in Honor of Seyyed Hossein Nasr (Fons Vitae books) 2003, ISBN 1-887752-56-0.
- (Hrsg., mit Oliver Leaman) History of Islamic Philosophy, Routledge, London 1996.
- Islamic Philosophy from its Origin to the Present: Philosophy in the Land of Prophecy, ISBN 0-7914-6799-6.
- The Essential Seyyed Hossein Nasr (World Wisdom) ISBN 978-1-933316-38-3.